# Нижнефракийская низменность
Нижнефраки́йская ни́зменность — низменность на востоке Балканского полуострова, в Болгарии, Греции и европейской части Турции.
Низменность расположена в нижней части бассейна реки Марица. Обрамлена отрогами гор Истранджа, Сакар и Родопы. Поверхность плоская, по окраинам всхолмлённая. Низменность сложена неогеновыми озёрными отложениями, перекрытыми речным аллювием. Количество осадков составляет 400—500 мм в год; летняя засуха. Естественная растительность представлена кустарниками (шибляк). Большие площади заняты посевами пшеницы, табака, кукурузы, хлопчатника. Имеются сады, виноградники. На территории низменности расположены города Эдирне (Турция) и Свиленград (Болгария).